# Vladan Alanović
Vladan Alanović fue un jugador de baloncesto croata nacido el 3 de julio de 1967, en Zadar, RFS Yugoslavia. Con 1.90 de estatura, jugaba en la posición de base. Consiguió 4 medallas en competiciones internacionales con Croacia, las únicas medallas que tiene la selección balcánica, que consiguió en las cuatro competiciones siguientes a su independencia.

## Equipos
- 1985-1988 KK Split
- 1988-1990 Novi Zagreb
- 1990-1996 Cibona Zagreb
- 1996-1997 Tofaş Bursa
- 1997-1998 KK Split
- 1998-1999 CB Murcia
- 1998-1999 Türk Telekom Ankara
- 1999-2001 CSKA Moscú
- 2000-2001 Śląsk Wrocław